# اقتصاد هونغ كونغ
تعد واحدة من أبرز المراكز المالية في العالم حيث أن اقتصاد هونغ كونغ يعتبر اقتصاد سوقي حر عالي التطور قائم على الخدمات ويتميز بالضرائب المنخفضة، وتجارة ميناء معفاة ضريبيا تقريباً، والسوق المالي الدولي راسخ.، وتسمى عملتها دولار هونغ كونغ يتم إصدارها قانوناً بواسطة ثلاثة مصارف تجارية دولية كبرى، ومربوطة بالدولار الأمريكي. وتتحدد سعر الفائدة بواسطة المصارف الفردية في هونغ كونغ لضمان أنها تماما لقوى السوق. ولا يوجد نظام المصارف المركزية في هونغ كونغ. وعندما ضربت عوامل زعزعة الاستقرار الأسواق المالية في هونغ كونغ تم رصدها وتفتيشها من قبل سلطة النقد في هونغ كونغ، والبنك المركزي الواقع في هونغ كونغ. يُعتبر اقتصاد هونغ كونغ أكثر اقتصادات العالم حريةً وفقاً لمؤشر الحرية الاقتصادية منذ عام 1995 حتى وقتنا الحاضر.
يخضع اقتصاد هونغ كوونع لحكم عدم التدخل الإيجابي، ويعتمد بشكل كبير على التجارة والتمويل الدوليين. لهذا السبب تُعتبر من أفضل الأماكن لإنشاء شركة. في الحقيقة، أظهرت دراسة حديثة أن هونغ كونغ قد قفز من 998 شركة ناشئة مسجلة في عام 2014 إلى ما يتجاوز 2800 شركة في عام 2018، وتعمل غالبية الشركات في التجارة إلكترونية (22%)، والتجارة المالية (12%)، والإعلان (11%). لقد أدرج المؤشر العالمي للحرية الاقتصادية هونغ كونغ في المركز الأول بنتيجة قدرها 8.97 في عام 2015.
تشمل القوى الاقتصادية لهونغ كونغ نظامًا ماليًا سليمًا، من دون دين عام بشكل عملي، ونظام قانوني قوي، واحتياطي صرف أجنبي وافر بما يقارب 408 بليون دولار أميركي، وذلك في منتصف 2017، وإجراءات صارمة لمكافحة الفساد، وروابط وثيقة مع البر الرئيسي للصين. إن بورصة هونغ كونغ هو وجهة مرغوبة للشركات العالمية وشركات البر الرئيسي في الصين لكي تُدرج. يعود هذا إلى صناعة هونغ كونغ المالية المحدثة والمدوّلة بشكل كبير، وسوق رأس المال في آسيا وحجمه، والتنظيمات والأدوات المالية المتوفرة التي تقارن لندن ونيويورك.
لقد نما إجمالي الناتج المحلي في هونغ كونغ بمقدار 180 ضعف بين 1961 و1997. ارتفع أيضًا إجمالي الناتج المحلي للفرد بمقدار 87 ضعف خلال نفس الإطار الزمني. إن اقتصاد هونغ كونغ أكبر حجمًا بقليل من اقتصاد إسرائيل أو اقتصاد أيرلندا، وكان إجمالي ناتجه المحلي للفرد من حيث تعادل القوى الشرائية في المركز السادس عالميًا في عام 2011، ليكون بذلك أعلى من الولايات المتحدة وهولندا وأقل بقليل من بروناي. في عام 2009، شهد النمو الاقتصادي الحقيقي لهونغ كونغ تراجعًا قدره 2.8% كنتيجة للاضطراب المالي العالمي.
في أواخر القرن العشرين، كان هونغ كونغ سابع أكبر ميناء في العالم وفي المرتبة الثانية بعد نيويورك وروتردام من حيث حجم إنتاج الحاويات. يعد هونغ كونغ عضوًا كامل العضوية في منظمة التجارة العالمية. كان مجمع حاويات كواي تشنغ الأكبر في آسيا، بينما كان مالكو الشحن البحري في هونغ كونغ في المرتبة الثانية بعد اليونان من حيث إجمالي الحمولة الكلية في العالم. إن سوق صرف هونغ كونغ هو السادس عالميًا برأس مال سوقي قدره حوالي 3.372 تريليون دولار.[بحاجة لمصدر]
يتمتع هونغ كونغ أيضًا بمخزون وافر من القوى العاملة من المناطق المجاورة. إن وجود القوى العاملة الماهرة بالاتحاد مع تبني أساليب وتقنيات العمل الغربية/البريطانية جعل فرص التجارة الخارجية والاستثمار والتوظيف في أعلى مستوياتها. إن الأسعار والأجور مرنة في هونغ كونغ، وتعتمد على استقرار وأداء اقتصاد هونغ كونغ. يحقق هونغ كونغ إيرادات من بيع وضرائب الأرض، ومن خلال اجتذاب الأعمال العالمية لتقديم رأس مال لأمواله العامة، نظرًا لسياسة الضريبة المنخفضة. وفقًا لهيلي كونسلتنس، تُعتبر هونغ كونغ بيئة العمل الأكثر جذبًا في شرق آسيا في ما يتعلق بجذب الاستثمار الأجنبي المباشر. في عام 2013، كان هونغ كونغ ثالث أكبر مستفيد من الاستثمار الأجنبي المباشر في العالم. احتل هونغ كونغ المركز الرابع على شبكة العدالة الضريبية لمؤشر السرية المالية في عام 2011. تربعت حكومة هونغ كونغ على عرش المركز الرابع من بين حكومات آسيا وذلك في مؤشر جهوزية الشبكة للمنتدى الاقتصادي العالمي، وهو مقياس لتقنيات الاتصال ومعلومات الحكومة في عام 2016، واحتلت المركز الثالث عشر عالميًا.
صنّفت هونغ كونغ في المرتبة 17 كأكثر الدول ابتكاراً وفق مؤشر الابتكار العالمي عام 2023،
 وتراجعت للمركز 18 وفق مؤشر عام 2024.

## سوق الأوراق المالية
إن سوق الأوراق المالية في هونغ كونغ هو السادس عالميًا، برأس مال سوقي يقارب 3.732 تريليون دولار في منتصف 2017. في عام 2016، كانت قيمة العروض العامة الأولية التي جرت في هونغ كونغ على عرش المركز الثاني عالميًا بعد لندن. وفي عام 2009، زاد رأس مال العروض الأولية العامة في هونغ كونغ بنسبة 22% ليصبح بذلك المركز الأعلى للعروض الأولية العامة في العالم. يحتل الصرف المركز العاشر عالميًا بدورة المبيعات، وثالث أكبر مركز في الصين.

## التنبؤات الاقتصادية
منذ التسليم عام 1997، أصبح هونغ كونغ أكثر تعرضًا لتحديات العولمة الاقتصادية والمنافسة المباشرة من مدن البر الرئيسي الصيني. وعلى وجه الخصوص، ادعت شانغهاي امتلاكها لميزة جغرافية. حلمت الحكومة المحلية لشنغهاي بتحويل المدينة إلى المركز الاقتصادي الرئيسي للصين في أوائل عام 2010. إن الهدف هو أن تلحق شنغهاي بنيويورك بحلول 2040-2050.

## عدم التدخل الإيجابي
لطالما ذكرت سياسة اقتصاد هونغ كونغ من قبل علماء الاقتصاد مثل ميلتون فريدمان ومعهد كاتو كمثال على رأسمالية حرية التصرف، ويعزون نجاح المدينة إلى هذه السياسة. لكن ثمة آخرون ممن قالوا إن الاستراتيجية الاقتصادية لا تلائم مصطلح «حرية التصرف». لقد أشاروا إلى أن الحكومة مازالت تتدخل في الاقتصاد بطرق عدة، بعضها يتجاوز درجة التدخل في بلدان رأسمالية أخرى. فمثلًا، تتدخل الحكومة في مشاريع العمل العام والعناية الصحية والتعليم والإنفاق على الرعاية الاجتماعية. على الرغم من أن معدلات الضريبة على الدخل الشخصي ودخل الشركة منخفضة من حيث المعايير العالمية، لكن حكومة هونغ كونغ، خلافًا لمعظم البلدان، تجمع حصة كبيرة من إيرادات تأجير الأرض وضرائبها.
تملك الحكومة كل أراضي هونغ كونغ وتؤجرها للمطورين الخاصين والمستخدمين بموجب اتفاقيات محددة لقاء أجور تعود إلى خزينة الدولة. وبالحد من بيع أجارات الأرض، تتمكن حكومة هونغ كونغ من الحفاظ على سعر الأرض بما قد يعتبره البعض سعرًا مرتفعًا بشكل صناعي، وهذا ما يتيح للحكومة أن تدعم الإنفاق العام بمعدل ضريبي منخفض على الدخل والربح.

## الحرية الاقتصادية
صنّف اقتصاد هونغ كونغ بأنه الاقتصاد الأكثر حرية عالميًا في مؤشر الحرية الاقتصادية لمؤسسة «ذا هيراتاج فاونديشن» لمدة 24 عام على التوالي منذ انطلاقتها عام 1995. يقيس المؤشر القيود على الأعمال، والتجارة، والاستثمار، والتمويل، وحقوق الملكية، والقوى العاملة، ويأخذ تأثير الفساد بعين الاعتبار وحجم الحكومة والضوابط النقدية في 183 بلد. هون كونغ هو الاقتصاد الوحيد الذي أحرز 90 نقطة أو أكثر على معيار المئة نقطة، وذلك في عامي 2014 و2018.

## الفقر
إن خط الفقر العالمي هو عتبة مالية يعتبر الفرد الذي يعيش تحتها في حالة فقر. تحسب هذه العتبة من خلال تعادل القوى الشرائية. وفقًا للبنك الدولي، حُدّث خط الفقر العالمي في أكتوبر 2015، والذي حصل فيه ازدياد من 1.25 دولار في اليوم إلى 1.90 دولار باستخدام قيمة الدولار في عام 2011. إن رفع هذه العتبة يساعد في تفسير تغيرات تكاليف المعيشة، والتي تؤثر مباشرة على مقدرة الفرد في الحصول على الأساسيات في البلدان. بما أن هونغ كونغ من بين أكبر المدن وأكثرها غلاءً فلا عجب أن تحتوي على شريحة من السكان الذين يعيشون في الفقر.

## وصلات خارجية
- حكومة هونغ كونغ
- بنية اقتصاد هونغ كونغ, ذي إيكونوميست، 10 يناير 2007. اطلع عليه بتاريخ 24 فبراير 2007.
- تجربة هونغ كونغ لميلتون فريدمان